# Міннеаполіський інститут мистецтва
Міннеаполіський інститут мистецтва (англ. Minneapolis Institute of Art) — музей мистецтва в Міннеаполісі, штат Міннесота, США. Один з найбільших музеїв мистецтва в Сполучених Штатах. В музеї представлено понад 100 тисяч мистецьких робіт, що представляють 5 тисяч років історії людства.

## Історія
1883 року було засновано Міннеаполіське товариство образотворчого мистецтва, що складалося здебільшого з заможних власників бізнесів. Метою товариства було донесення мистецтва до суспільства. Протягом шести років товариство не мало постійної штаб-квартири, але в 1889 році організація зайняла приміщення громадської бібліотеки Міннеаполіса.
Інститут збирав багато пожертв, а 1911 року Клінтон Моріссон подарував музею свою сімейну ділянку.
Нову будівлю інституту спроєктувала фірма McKim, Mead & White, а побудована вона була в 1915 році. Будівля була визнана однією з найкрасивіших в стилі боз-ар у Міннесоті. З цього часу відбулося чотири розширення: 1926, 1974, 1998 та 2006 років.
Кейвін Фельдман стала директором і президентом інституту у 2008 році. Під час її перебування на посаді відвідуваність музею подвоїлася, був зроблений акцент на цифровому доступі, а також були прийняті програми соціальної справедливості та рівності. У грудні 2018 року вона була призначена наступним директором Національної галереї мистецтв і обійняла цю посаду в березні 2019 року.

## Колекція
В Міннеаполіському інституті мистецтва міститься понад 100 000 мистецьких творів з усього світу. В колекції знаходяться твори таких митців як Пікассо, Рембрандта, Ван Гога, Пуссена. Музей поділений на сім тематичних зон: мистецтво Африки та Америк, сучасне мистецтво, декоративне мистецтво, текстиль і скульптура, азійське мистецтво, картини фарбою, фотографія та нові медіа, гравюри і малюнки олівцем.
У 2015 році Інститут поповнив свою колекцію двома роботами, отриманими від приватного дарувальника: картиною «Годинникар», приписуваною Івану Клюну, та абстрактною композицією «Італійське місто біля моря», приписуваною Олександрі Екстер. Обидві роботи, як з’ясувалося пізніше, походили з так званої «колекції Леоніда Закса» — приватного зібрання, яке опинилося в центрі міжнародного скандалу після журналістського розслідування BBC. Після оприлюднення розслідування обидві картини, що перебували в Інституті, стали предметом дискусії щодо їхньої автентичності. Попри відсутність офіційної заяви вони були вилучені з експозиції.